# Alexandre d'Afrodísies

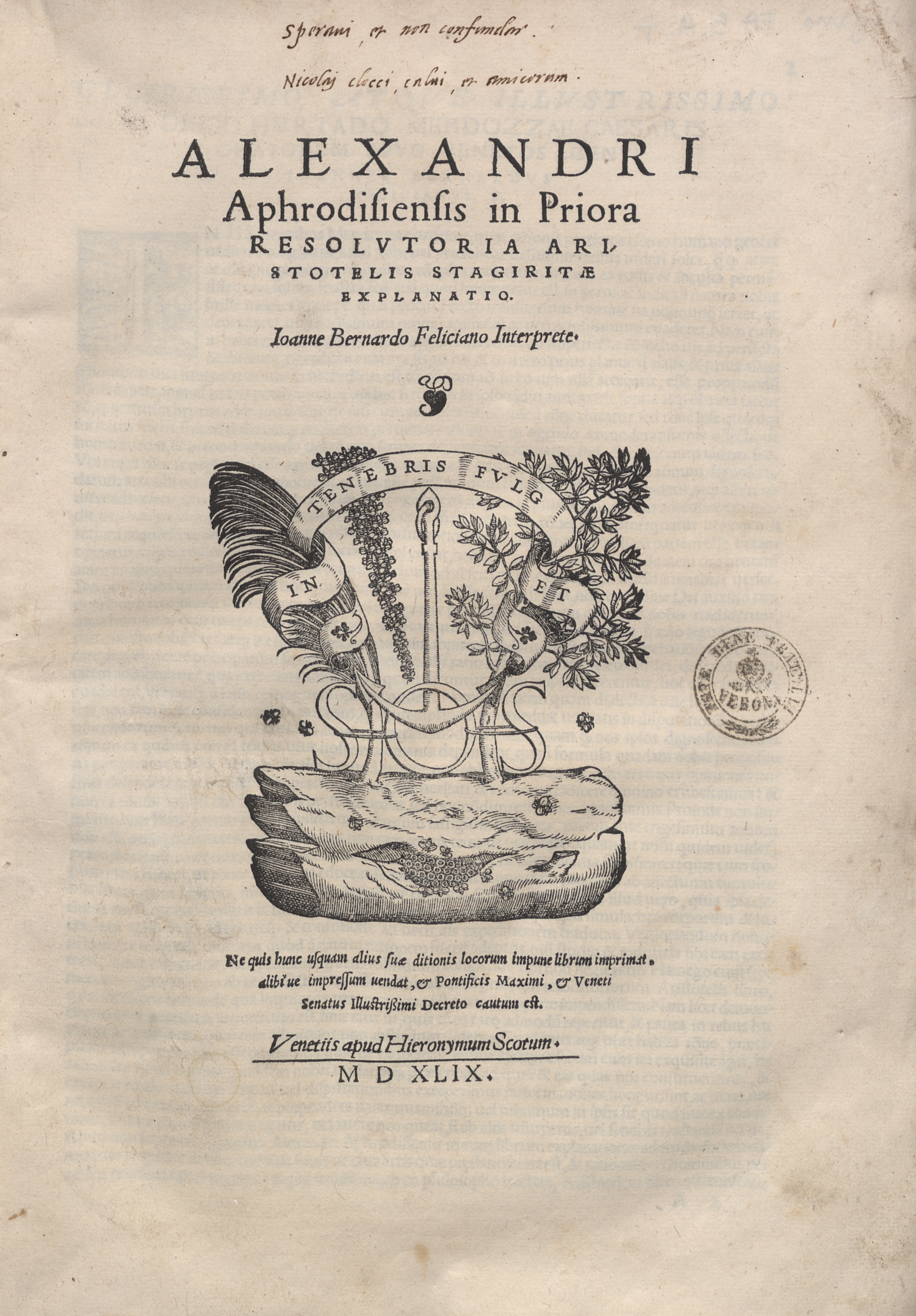
Commentaria in Analytica priora Aristotelis, 1549

Alexandre d'Afrodísies (en grec antic: Ἀλέξανδρος Ἀφροδισιεύς, llatí: Alexander Aphrodisiensis) va ser un escriptor de l'antiga Grècia nascut a Afrodísias de Cària, que va viure al final del segle ii i començaments del segle iii. Era el més famós crític dels escrits d'Aristòtil, i part dels seus escrits s'han conservat.
Va ser conegut pels àrabs amb el nom d'al-Iskandar al-Afrudisi.